# Paul Herman
Pour les articles homonymes, voir Herman.
Paul Herman, né le 29 mars 1946 à Brooklyn (New York) et mort le 29 mars 2022 à New York, est un acteur américain.

## Filmographie
- 1984 : Il était une fois en Amérique (Once Upon a Time in America) de Sergio Leone : Monkey
- 1984 : Le Pape de Greenwich Village (The Pope of Greenwich Village) de Stuart Rosenberg : Stickball Player
- 1984 : Falling in Love d'Ulu Grosbard : l'ingénieur
- 1984 : Cotton Club de Francis Ford Coppola : Policier n° 1
- 1985 : La Rose pourpre du Caire (The Purple Rose of Cairo) de Woody Allen : Penny Pitcher
- 1986 : Comme un chien enragé (At Close Range) de James Foley : le vendeur
- 1986 : La Couleur de l'argent (The Color of Money) de Martin Scorsese : le joueur au casino bar
- 1987 : Radio Days de Woody Allen : le cambrioleur
- 1988 : Le Grand Bleu de Luc Besson : le chauffeur de taxi aux États-Unis
- 1988 : Big de Penny Marshall : Schizo
- 1988 : La Dernière Tentation du Christ de Martin Scorsese : Philippe
- 1989 : New York Stories de Woody Allen, Francis Ford Coppola et Martin Scorsese : détective Flynn / Clifford / policier
- 1989 : Un flic à Chicago (Next of Kin) de John Irvin : Tony Antonelli
- 1990 : Hold-up à New York (Quick Change) d'Howard Franklin et Bill Murray : le policier à l'interrogatoire
- 1990 : Cadillac Man de Roger Donaldson : Tony Dipino
- 1990 : Les Affranchis (Goodfellas) de Martin Scorsese : dealer
- 1991 : Billy Bathgate  de Robert Benton : un gangster de Dutch
- 1993 : Coups de feu sur Broadway (Bullets Over Broadway) de Woody Allen : Maitre d'
- 1995 : Maudite Aphrodite (Mighty Aphrodite) de Woody Allen : un ami de Ricky
- 1995 : Casino de Martin Scorsese : joueur dans la cabine téléphonique
- 1995 : Heat de Michael Mann : sergent Heinz
- 1996 : En route vers Manhattan (The Daytrippers) de Greg Mottola : Leon
- 1996 : Le Fan (The Fan) de Tony Scott : Seedy Suit Guy
- 1996 : Sleepers de Barry Levinson : Court Bailiff
- 1997 : La Fête des pères (Father's Day) d'Ivan Reitman : Mr. Barmore
- 1997 : Cop Land de James Mangold : Game Operator
- 1997 : Do me a favor de Sondra Locke : Bartender
- 1998 : Ennemi d'État (Enemy of the State) de Tony Scott : Carlos
- 2000-2007 : Les Soprano (The Sopranos) (série TV) : Peter 'Beansie' Gaeta, 5 épisodes
- 2001 : 15 minutes de John Herzfeld : détective Paulie
- 2002 : Mafia Blues 2, la rechute (Analyze That) d'Harold Ramis :  Joey Boots
- 2007 : La nuit nous appartient (We Own the Night) de James Gray : Spiro Giavannis
- 2008 : Panique à Hollywood (What Just Happened?) de Barry Levinson : Jerry
- 2009 : Crazy Heart de Scott Cooper : Jack Greene
- 2010 : Mon beau-père et nous (Little Fockers) de Paul Weitz : le caricaturiste
- 2012 : Happiness Therapy (Silver Linings Playbook) de David O. Russell : Randy
- 2013 : American Bluff  (American Hustle) de David O. Russell : Alfonse Simone

## Doublage francophone
- Michel Ruhl dans :
  - Happiness Therapy[2]
  - American Bluff[3]